# Kjell Nilsson
Kjell Arne Nilsson (Göteborg, 19 dicembre 1949) è un ex culturista, ex sollevatore, attore cinematografico svedese.
La sua notorietà è principalmente dovuta alla partecipazione al film Interceptor - Il guerriero della strada del 1981 dove interpretò il ruolo di "Lord Humungus", il leader di una banda criminale di sopravvissuti delle terre perdute.

## Biografia
Ex sollevatore di pesi olimpico, si trasferì in Australia nel 1980 per allenare gli atleti svedesi in vista dei Giochi olimpici di Mosca. In Australia, incontrò l'attrice Kate Ferguson, e successivamente i due si sposarono in Svezia. La moglie lo persuase a tornare in Australia per provare a cercare lavoro nell'industria cinematografica australiana.
L'occasione giusta arrivò nel distopico film postapocalittico Interceptor - Il guerriero della strada (conosciuto anche come Mad Max 2 o Mad Max: The Road Warrior), dove interpretò il ruolo dell'antagonista principale "Lord Humungus", muscoloso e sfigurato leader di una gang di predoni sanguinari che assedia un gruppo di sopravvissuti asserragliati in un campo nel deserto per rubare le loro riserve di benzina. Nonostante in tutto il film, il viso di Nilsson sia celato da una maschera da hockey, la sua imponente presenza e la caratterizzazione del personaggio rimasero impresse nel pubblico. Il critico della rivista Time Richard Corliss scrisse che nell'interpretazione del personaggio data da Nilsson, "la malevolenza scorre attraverso i suoi enormi pettorali, [e] pulsa visibilmente sotto il suo cuoio capelluto calvo e suturato". Nonostante tutto però, la sua carriera non decollò mai, e negli anni successivi recitò sempre e solo in ruoli minori da caratterista.
Un anno dopo Mad Max 2, egli apparve ne Il film pirata (The Pirate Movie) (1982), musical comico diretto da Ken Annakin con Christopher Atkins e Kristy McNichol. Nel 1984, ebbe un ruolo nel film tv Man of Letters, e nel 1987, interpretò il ruolo di un infermiere in The Edge of Power.

## Filmografia
- Interceptor - Il guerriero della strada (Mad Max 2), regia di George Miller (1981)
- Il film pirata (The Pirate Movie), regia di Ken Annakin (1982)
- The Edge of Power, regia di Henri Safran (1987)